# 陳思宇 (政治人物)
陳思宇（1986年9月4日—），中華民國政治人物，臺北市士林區人，台灣民眾黨籍，畢業於國立臺灣大學國發所碩士、國立臺北大學公行系輔法律系，現任台灣民眾黨立法院黨團副主任，曾任台灣民眾黨立法委員邱臣遠國會辦公室主任、首任台灣民眾黨發言人、臺北市政府副發言人、臺北市政府觀傳局長，父親陳建銘為前無黨籍臺北市議員（士林、北投），姑姑為民主進步黨立法委員陳靜敏。曾參與2019年立委補選與2022年士林北投議員選舉，但均未當選。

## 從政經歷
- 2014年12月25日，陳思宇擔任臺北市政府觀光傳播局局長簡余晏之機要秘書。
- 2015年1月，以薦任第八職等擔任臺北市政府觀光傳播局專員。
- 2017年5月2日，陳思宇擔任台北市政府副發言人一職，升為薦任第九職等。
- 2018年1月17日，陳思宇擔任臺北市政府觀光傳播局局長一職，即簡任第十三職等。
- 2018年12月14日，辭去臺北市政府觀光傳播局局長
- 2019年8月6日，加入柯文哲創建的政黨台灣民眾黨，並擔任該黨發言人[2]。
- 2020年2月1日，擔任台灣民眾黨全國不分區立法委員邱臣遠的國會辦公室主任[3][4]。
- 2020年12月12日，當選台灣民眾黨黨代表。
- 2021年1月10日，當選台灣民眾黨中央委員。
- 2022年，競選臺北市議員，被媒體稱為民眾黨四大美女政治人物（黃瀞瑩、楊寶楨、陳思宇及吳怡萱）之一[5]。
- 2024年2月，出任立法院民眾黨團副主任[6]。

## 選舉紀錄
| 年度 | 選舉屆數               | 選舉區                                 | 所屬政黨   | 得票數    | 得票率 | 當選標記 | 備註  |
| ---- | ---------------------- | -------------------------------------- | ---------- | --------- | ------ | -------- | ----- |
| 2019 | 第九屆立法委員補選     | 臺北市第二選舉區                       | 無黨籍     | 9,689     | 11.99% |          | [ 7 ] |
| 2020 | 第十屆立法委員選舉     | 全國不分區及僑居國外國民立法委員選舉區 | 臺灣民眾黨 | 1,588,806 | 11.22% | [ 8 ]    |       |
| 2022 | 第十四屆臺北市議員選舉 | 臺北市第一選舉區                       | 臺灣民眾黨 | 11,453    | 4.16%  | [ 9 ]    |       |

## 爭議

### 暗酸對手為「連勝文」們
2018年12月13日，陳思宇參加台北市第二選區立委補選，面對藍綠對手，陳思宇在登記參選第一天即在臉書暗酸：「政壇上有很多連勝文們，這也是大家都知道的不是嗎？」隨即引發爭議，上報隨即揭露，陳思宇與其他對手共同特點即皆是「政二代」出身，此次補選即是三大家族之爭。國民黨議員游淑慧則稱，陳思宇「不是連勝文們」，質疑陳思宇有哪件事靠自己？她說：「當陳思宇酸陳炳甫、何志偉、連勝文時，自己又算什麼？最少，後者三位都經過選戰的考驗，而陳思宇呢？」
12月15日，陳思宇為臉書失言道歉。隔天，蔡壁如與陳思宇一同出席活動時，為其緩頰，認為年輕人常失言，「看看就好」。

### P圖轟假消息卻錯誤百出
2021年7月5日，由於柯文哲連日防疫不力、沒做疫調而遭批評，陳思宇為協助反擊，特別製圖，標題為「2021.06.05台北市確實有疫調」、並將多位政治人物去背，原想批評他人製造「假消息」，殊不知所製之圖反倒成了假訊息。其中，陳思宇將國民黨立委許淑華的照片挪做民進黨台北市議員許淑華之用，立委許淑華的臉書白白遭網友出征。此外，也錯置其他政治人物的職稱，將「前立委」林靜儀寫成了「前議員」，陳思宇傍晚刪文，隨後又另外製圖強調「台北市有疫調」卻忽略先前柯文哲公開表示：「現在已沒辦法做疫調了」等等言論，讓民眾誤以為台北市政府不做疫調。

### 寫信爆抄襲用詞失當
2021年7月31日，陳思宇寫了公開信，銅牌戰惜敗的桌球國手林昀儒引發爭議。信中段落引用他人文字，卻未註明來源。此外，陳思宇將林昀儒比喻成「桌球界的戴資穎」也引起多人批評、認為此說法不尊重選手。作家朱宥勳認為：「雖然戴資穎很強，但我還是覺得用別人來稱讚一位頂級運動員很不禮貌。他就是他，不是別人。」

### 鄰居借陳土地在燈節期間放置看板、設置攤位
民進黨台北市議員參選人林延鳳說陳思宇在2022年臺北燈節開幕至今，在燈節活動範圍內放置看板、設置攤位是「寄生燈節」。陳思宇說土地是向鄰居借的，她並沒用到任何市府的資源。

## 外部連結
- 陳思宇個人臉書的Facebook專頁
- 陳思宇官方粉專的Facebook專頁
- 陳思宇的Instagram帳戶
- YouTube上的陳思宇頻道